# Jedi Blue
Jedi Blue est un accord entre Alphabet et Meta qui aurait donné à Facebook un avantage illégal dans les enchères publicitaires de Google en échange de la promesse de Facebook de mettre fin à ses propres plans de services publicitaires.

## Historique
En 2007, Google a racheté DoubleClick et son système publicitaire DoubleClickForPublishers. L'enchère d'en-tête est apparue en 2017 comme un nouveau moyen pour les acheteurs d'acheter de l'espace publicitaire. Il permet aux annonceurs de participer à des enchères sur plusieurs plateformes publicitaires (comme celle de Google). Facebook a annoncé son intention de devenir compatible avec les enchères d'en-tête. Cela permettrait aux annonceurs de Facebook de contourner la plateforme de Google, ce qui augmenterait les revenus de Facebook et diminuerait ceux de Google. En 2018, Facebook et Google sont parvenus à un accord, ce qui a conduit Facebook à se retirer des enchères d'en-tête, qui est devenu l'objet du procès.
Plusieurs États américains ont poursuivi Google en 2020. Les détails de l'accord ont été obtenus au cours du procès. En septembre 2022, un jugement dans l'affaire a rejeté les allégations de collusion entre Google et Facebook concernant les questions couvertes par l'accord.
Le 11 mars 2022, les autorités antitrust ont ouvert une enquête sur l'accord dans l'Union européenne et au Royaume-Uni, affirmant qu'il portait atteinte à la concurrence sur le marché de la publicité.

## Accord
Selon le projet de procès, Facebook a accepté de réduire sa participation aux enchères d'en-tête en échange « d'informations, de vitesse et d'autres avantages » qui découleraient de sa collaboration avec Google. Facebook aurait reçu une garantie de 90 % des enchères, quelles que soient les offres ; 300 ms pour enchérir (contre 160 offertes aux autres), ainsi que la capacité d'identifier 80 % des utilisateurs de smartphones et 60 % des utilisateurs du web,.

### Réponses de la défense

#### Google
Peter Schottenfels, porte-parole de Google, a déclaré : « Malgré les trois tentatives du procureur général Paxton pour réécrire sa plainte, celle-ci est toujours truffée d'inexactitudes et manque de fondement juridique [...]. La publicité en ligne fait l'objet d'une concurrence vigoureuse, qui a permis de réduire les frais d'ad tech et d'élargir les options pour les éditeurs et les annonceurs ».

#### Facebook
Christopher Sgro, porte-parole de Meta, a déclaré : « L'accord d'enchère non exclusif de Meta avec Google et les accords similaires que nous avons conclus avec d'autres plateformes d'enchères ont contribué à accroître la concurrence pour les placements publicitaires. Ces relations commerciales permettent à Meta d'offrir plus de valeur aux annonceurs tout en rémunérant équitablement les éditeurs, ce qui se traduit par de meilleurs résultats pour tous ».